# Prags lingvistiske kreds
Prags lingvistike kreds eller Pragskolen/Pragerskolen (tjekkisk Pražský lingvistický kroužek) er en gruppe af tjekkiske og udenlandske lingvister, litteraturkritikere og filologer. Kredsen blev grundlagt i 1926 og blev officielt registreret i 1930. Pragerskolen havde en meget stor indflydelse på verdens lingvistik før 2. Verdenskrig, og mange af dens teorier er stadig en stor inspiration for lingvister. Gruppen blev dannet af tjekkerne Vilém Mathesius, Jan Muchařovský, Bohuslav Havránek og Bohumil Trnka og af russiske emigranter som Roman Jakobson, Nikolaj Sergejevič Trubeckoj og Sergej Karcevskij.
I dag er Prags lingvistiske kreds en almennyttig forening, der sigter mod at bidrage til viden om sprog og dets tilknyttede tegnsystemer i henhold til funktionelle-strukturelle principper. Det arrangerer regelmæssige møder med foredrag og debatter, udgiver professionelle publikationer og arrangerer internationale begivenheder.
I begyndelsen mødtes disse sprog- og litteraturforskere uregelmæssigt og holdt foredrag og diskuterede, men efterhånden begyndte møderne at blive regulære, og så skabte medlemmerne Kredsen. Det første resultat af deres sammenarbejde hed Teser og udkom i 1929. Teser indeholdt de vigtigste hovedpunkter af deres indstilling til sprogforskning som fx studiet af sprog som et synkront, men også dynamisk system; funktionaliteten af en sprogenhed eller betydningen af sprogs sociale funktion.
Medlemmerne ville ændre lingvistikken kritisk. De arbejdede primært med begreber fra Saussures strukturalisme. De indførte hans bilaterale teori om et sprogtegn og de udviklede undervisningen af hans dikotomier som signifié (indhold) og signifiant (udtryk) eller langue og parole, og de prøvede at syntetisere dem.
Pragskolen havde stor betydning for etableringen af fonologi som en individuel videnskabelig disciplin. De fandt på et nyt koncept – den funktionelle synsvinkel, som siger at to lyd, som er akustisk forskellige, kan ses som et fonem fra den funktionelle synsvinkel.
Pragskolen arbejdede med lingvistisk funktionalisme (som inspirerede bl.a. Københavnerskolen grundlagt af Louis Hjelmslev og Viggo Brøndal). Deres funktionalisme havde to hovedpunkter: sproget skal opfattes som et ”funktionelt system”, og ved dets analyse skal der tages ”funktionel stilling”.
En af de mest indflydelsesrige medlemmer af kredsen var Vladimír Skalička som udviklede et moderne koncept for sprogtypologi. Han delte de forskellige verdenssprog i fem grupper efter deres egenskaber: flekterende, introflekterende, agglutinerende, isolerende og polysyntetiske sprog.